# Birte Høeg Brask
Birte Høeg Brask, også kaldet Trille, (født 23. november 1918, død 1. januar 1997) var dansk overlæge og modstandskvinde under 2. Verdenskrig. Brask havde en særlig interesse for børnepsykiatri og gjorde en pionerindsats for autistiske børn.

## Baggrund
Brask voksede op på Vesterbro og var den yngste af tre søstre. Hun sprang flere klasser over og blev student i 1936 fra Falkonergårdens Gymnasium. I gymnasietiden var hun aktiv i det venstreorienterede Dansk Gymnasiastforbund og blev i 1934 valgt til ekspeditør af organisationens blad Vi Gymnasiaster. Efter studentereksamen begyndte hun at læse medicin på Københavns Universitet.

## Karriere
Brask blev tidligt vakt for den socialistiske og kulturradikale sag. Med Tysklands angreb på Sovjetunionen i juni 1941 blev Brasks kommunistiske og antinazistiske arbejde forbudt, og hun blev for alvor aktiv i det illegale arbejde i efteråret 1941. I første omgang drejede det sig især om illegalt bladarbejde, og hun sørgede sammen med sin mand bl.a. for distributionen af den første større illegale publikation i det besatte Danmark Danske Toner. Organisatoren bag publikationen var Børge Houmann, og kort tid efter blev Brask - under dæknavnet Mads - hans nærmeste medarbejder. De kom til at arbejde og leve tæt sammen under jorden resten af besættelsestiden. Houmann var en drivende kraft i den tværpolitiske modstandsorganisation Frit Danmark, og hans betydning i modstandskampen er kendt og anerkendt. Mindre kendt er det, at Brask spillede en helt afgørende rolle i dette modstandsarbejde. Hun organiserede skjule- og mødesteder, opsporede steder til illegal trykkevirksomhed, udførte et omfattende kurerarbejde, sørgede for den nødvendige forplejning og fungerede som vagt ved illegale møder. Det var også hende, der åbnede døren for Houmann til vigtige samarbejdspartnere af anden politisk observans. Mange nætter tilbragte hun med at lytte til den sovjetiske radio, der bragte vigtige nyheder, som hun tog stenografiske referater af for senere at renskrive dette udenlandsstof, der herefter kunne bringes i de illegale blade Land og Folk og Ugens Nyt. Hendes sans for sikkerhed var stor og betød, at både hun og Houmann slap gennem hele Besættelsen uden at blive arresteret.
Efter krigen genoptog Brask sit medicinstudium og blev kandidat i 1946. Hun søgte i 1948 til psykiatrien og derefter til børnepsykiatrien, hvor hun i 1957 blev speciallæge. Sideløbende uddannede hun sig i psykoanalyse og legeterapi og udførte et bijob ved Red Barnets mentalhygiejniske rådgivning for småbørn i perioden fra 1951 til 1958. Da det Børnepsykiatriske Hospital blev åbnet i Århus, blev Brask i 1958 leder af afdelingen for psykotiske børn og fungerede som assisterende overlæge. I 1970 overtog hun jobbet som administrerende overlæge, som hun bestred indtil sin pension i 1988.
Brask fik en stor betydning i opbygningen af børnepsykiatrien gennem 1960’erne og 1970’erne og for udbredelsen af kendskabet til især psykotiske børn. Særligt banebrydende var hendes arbejde for og med autister. Hun opbyggede tværfaglige behandlerteam og var drivkraften i etableringen af små specialafdelinger for psykotiske børn, som hun indrettede, så de mest muligt kom til at ligne egentlige hjem. Ved siden af var hun lektor i børnepsykiatri ved Århus Universitet, havde en række bijob og påtog sig desuden mange offentlige og kollegiale tillidshverv relateret til hendes børnepsykiatriske ekspertise.
I 1989 blev hun udnævnt til æresmedlem af Dansk Selskab for Børnepsykiatri. Selvom hun bidrog til den børnepsykiatriske forskning med videnskabelige artikler, omskrev Margrete Lomholts Børnepsykiatri og oversatte Anna Freud til dansk, karakteriserede hun selv sit forhold til forskningen som et ulykkeligt kærlighedsforhold. Administration og undervisning tog tid og kræfter, og hertil kom, at hun bidrog økonomisk og personligt til Houmanns forlag, Sirius.

## Privatliv
På Københavns Universitet mødte Brask Kjartan Munck, der også studerede medicin, var kommunist og aktiv i studenterbevægelsen. Parret giftede sig i 1937 og fik i 1939 sønnen Ole. For at Brask kunne hellige sig det illegale arbejde fuldt og helt, blev sønnen Ole sat i pleje fra 1942 og til Befrielsen i 1945. Det var en beslutning, som hun senere i kraft af sin børnepsykiatriske indsigt så tilbage på med fortrydelse.